# Азгалдян, Леонид Рубенович
Азгалдя́н Леони́д Рубе́нович (арм. Լեոնիդ Ռուբենի Ազգալդյան; 22 ноября 1942, Тбилиси — 21 июня 1992, Мардакерт) — армянский физик и один из основателей «Армии освобождения».
Окончил физфак МГУ и ЕГУ, работал в области систем автоматического управления.
Был одним из лидеров Карабахского движения, с февраля 1990 спланировал и организовал защиту нескольких районов Армении и Карабаха. В 1991 с Овсепом Овсепяном основал «Армию Освобождения», военную организацию, призванную защищать армянское население Нагорного Карабаха.

## Память
Посмертно награждён «Боевым крестом Первой степени». 31 августа 2019 года ему посмертно присвоили звание «Герой Арцаха» и орден «Золотой Орёл».
Фракция «Елк» предлагает мэрии Еревана дать имя Леонида Азгалдяна улице Ленинградян
В 2017 году Почта Арцаха выпустила почтовую марку, посвящённую Л. Р. Азгалдяну.